# Edna Wallace Hopper
Edna Wallace Hopper, all'anagrafe Edna Wallace (San Francisco, 17 gennaio 1874 – New York, 14 dicembre 1959), è stata un'attrice statunitense del teatro di rivista. Terza moglie di DeWolf Hopper, una star di Broadway (del quale conservò il cognome anche dopo il loro divorzio), fu sua partner in alcuni lavori teatrali. Entrò nel cast di  Florodora, celebre successo dei primissimi anni del Novecento e finì la sua carriera con Ziegfeld nel 1927.

## Biografia
Nata Edna Wallace a San Francisco, era figlia di Josephine e Waller Wallace. Probabilmente nata il 17 gennaio 1872, si rifiutò sempre di dire la sua vera età, dichiarando che non si poteva risalire alla sua data di nascita perché i documenti erano andati distrutti nel terremoto di San Francisco del 1906.
Quand'era ancora bambina, i genitori di Edna divorziarono, perché sua madre Josephine aveva conosciuto e si era innamorata di Alexander Dunsmuir (1853–1900), erede di una grossa fortuna nel campo navale e carbonifero. I genitori di Alexander, però, osteggiarono il matrimonio del figlio con una divorziata e tutto venne rimandato a data da destinarsi. Alexander cominciò a bere pesantemente. Nel 1886, a San Francisco, sparì per dieci giorni e quando venne ritrovato, era in preda al delirium tremens. Dopo la morte del padre nel 1899, Alexander e suo fratello James cercarono di rilevare le aziende di famiglia, ma il loro controllo restò ancora per qualche tempo nelle mani della madre. Finalmente Alex riuscì a comperare una ricca tenuta nei pressi di San Leandro, conosciuta oggi come Dunsmuir House, che cedette a Josephine. Il matrimonio tra lui e la madre di Edna venne alla fine celebrato il 21 dicembre 1899 a San Pablo, in California.

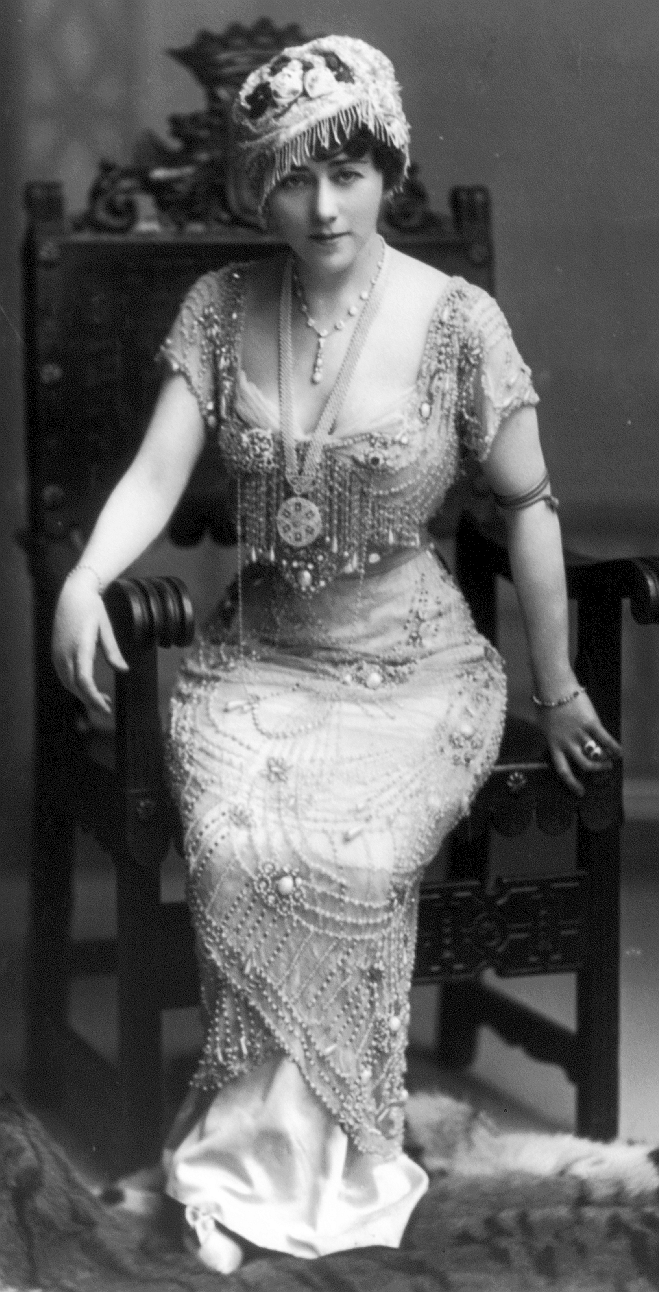
Edna Wallace Hopper (1910)

### New York
A New York, Edna - che voleva recitare - si era sposata il 28 giugno 1895 con l'attore DeWolf Hopper (1858–1935) di cui fu la terza moglie. Insieme a lui, era apparsa in diverse opere comiche tra cui El Capitan di John Philip Sousa. Sul palcoscenico, la coppia presentava un forte contrasto fisico: Hopper era alto quasi due metri, un'altezza eccezionale per l'epoca, mentre lei era piccolina. Il loro legame era finito però in un divorzio nel 1898.
All'epoca del matrimonio della madre, Edna era ormai una star di Broadway: le due donne si incontrarono di nuovo quando Josephine si recò con il nuovo marito in viaggio di nozze a New York. Ma Duinsmur, ormai alcoolizzato, soffriva di astinenza, peggiorando ogni giorno. Venne ricoverato d'urgenza in un ospedale di New York, dove morì il giorno di Capodanno, il 1º gennaio 1900. Josephine, rimasta vedova, tornò a San Leandro. Morì di cancro l'anno seguente, il 22 giugno 1901.
In quel periodo, Edna ricoprì il suo ruolo più celebre, quello di Lady Holyrood nella commedia musicale Florodora. Il sestetto delle Florodora Girls scatenava l'ammirazione senza freni del pubblico maschile dell'epoca. Benché Edna, tecnicamente, non facesse parte del sestetto, pur tuttavia, doveva subire anche lei dopo ogni spettacolo gli assalti degli ammiratori.
L'attrice rimase attiva per tutto il decennio seguente, protagonista anche di Fifty Miles from Boston, lavoro di George M. Cohan. Nel 1908, Edna si risposò con il broker di Wall Street Albert O. Brown. Dagli anni dieci agli anni venti, rallentò la sua attività artistica per riprenderla poi, dandole una nuova direzione. Fu, infatti, una delle prime attrici ad affrontare il chirurgo plastico: l'intervento venne filmato e lei usò il film nei seguenti otto anni, accompagnandolo in proiezioni durante le quali dava consigli di bellezza agli intervenuti.

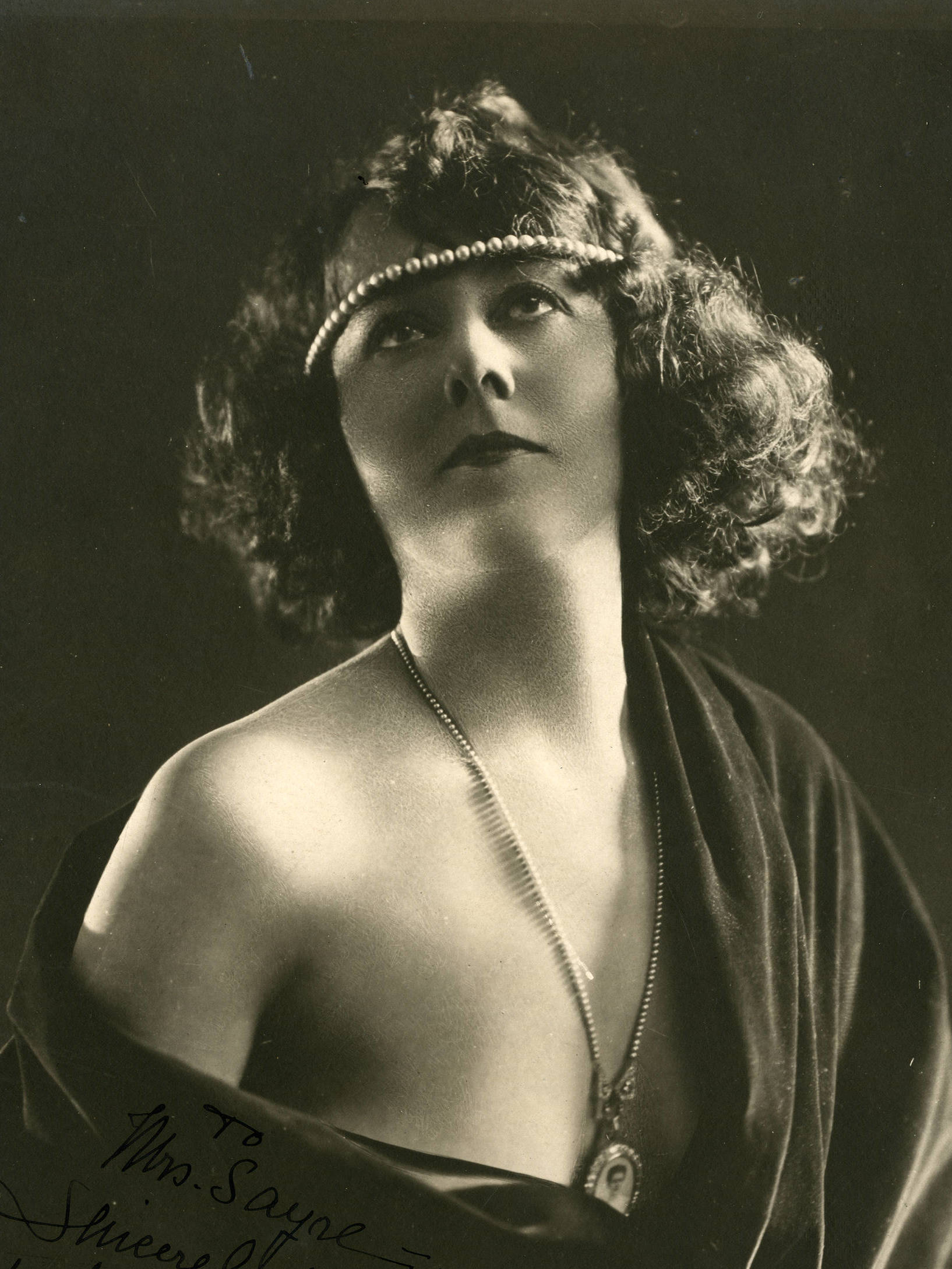
Edna Wallace Hopper, 1922

Nel 1927, il suo nome appare nel cast dello spettacolo Ziegfeld Follies of 1927, show che chiude la sua carriera di Broadway.

## Spettacoli teatrali
- La Belle Hélène (Broadway, 12 gennaio 1899-giugno 1899)
- Chris and the Wonderful Lamp (Broadway, 1º gennaio 1900 - 24 febbraio 1900)
- Florodora (Broadway, 10 novembre 1900 - 25 gennaio 1902)
- The Silver Slipper (Broadway 27 ottobre 1902-settembre 1903)
- About Town (Broadway, 30 agosto 1906-10 novembre 1906)
- The Great Decide (Broadway, 15 novembre 1906- 29 dicembre 1906)
- About Town (Broadway, 15 novembre 1906 - 29 dicembre 1906
- Fifty Miles from Boston (Broadway, 3 febbraio 1908 - 8 marzo 1908)
- Jumping Jupiter (Broadway, 6 marzo 1911-25 marzo 1911)
- Racketty-Packetty House (Broadway, 23 dicembre 1912 - marzo 1913
- The Things That Count (Broadway, 8 dicembre 1913-)
- The Elder Son (Broadway, 15 settembre 1914-ottobre 1914)
- Girl o' Mine (Broadway 28 gennaio 1918 - 9 marzo 1918)
- The Matinee Girl (Broadway, 1º febbraio 1926 - 20 febbraio 1926
- Ziegfeld Follies of 1927 (Broadway, 16 agosto 1927-7 gennaio 1928)

## Filmografia

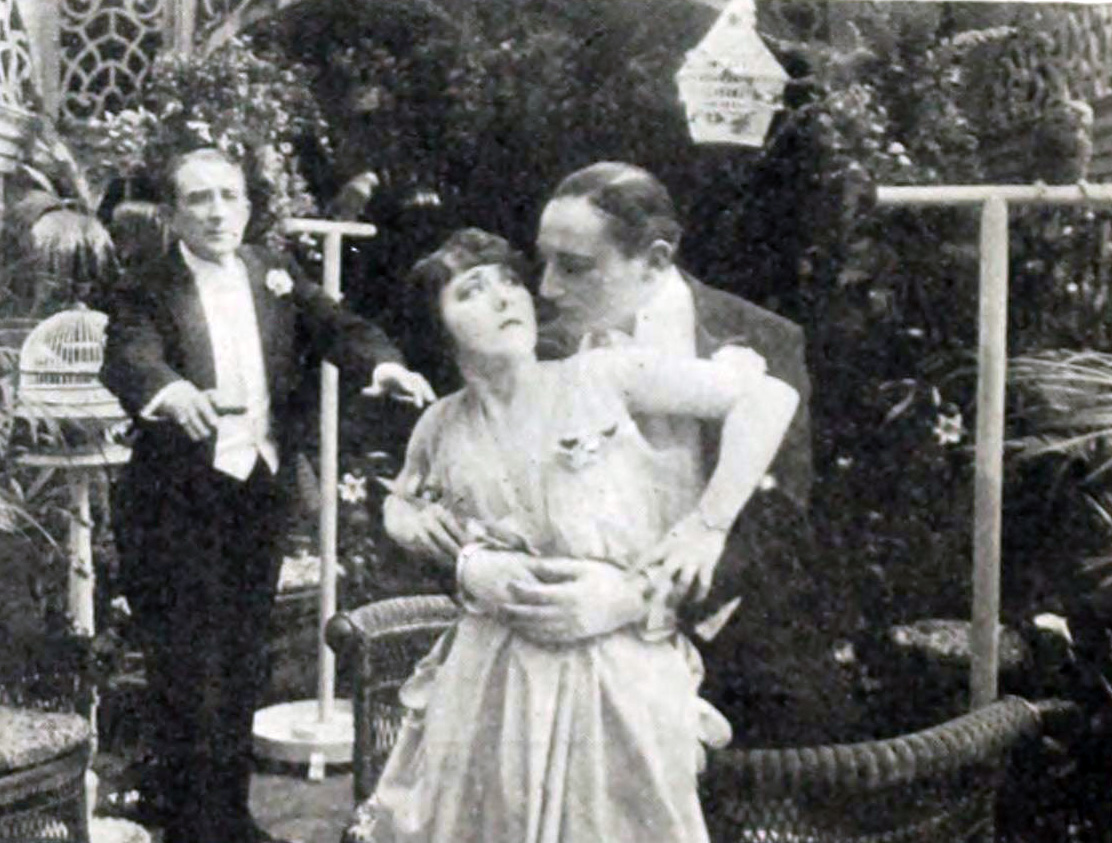
Perils of Divorce (1916)

- Who Killed Simon Baird?, regia di James Durkin (1916)
- The Perils of Divorce, regia di Edwin August (1916)